# Valentin Blomer
Valentin Blomer (né le 4 août 1977 à Munich) est un mathématicien allemand, qui s'intéresse à la théorie analytique des nombres.

## Biographie
Blomer a reçu en 1993 le prix M d'or au concours de la revue de mathématiques Monoid et a gagné en tant qu'élève, en 1995, le concours Bundeswettbewerb Mathematik (de). Il a étudié les mathématiques et l'informatique à l'Université Johannes Gutenberg de Mayence. En 2002 il obtient son doctorat, à Stuttgart, sous la direction de Jörg Brüdern (de) avec une thèse intitulée « The arithmetic of squareful numbers » et en 2005, il est habilité à Göttingen. En tant que chercheur post-doctoral, il travaille à l'Université de Toronto. Il est de 2004 à 2005, professeur adjoint à l'Université de Göttingen. Ensuite, il part à l'Université de Toronto, où il est professeur adjoint et, plus tard, il est titulaire d'une chaire. De 2009 à 2019, il est professeur à Göttingen. Depuis 2019, il est professeur à l'Université de Bonn.

## Travaux
Blomer réfute une conjecture de Paul Erdős, selon laquelle le nombre d'entiers naturels plus petits que {\displaystyle n}, qui sont une somme de deux nombres puissants, se comporte comme {\displaystyle {\frac {n}{\sqrt {\log(n)}}}}. Un entier s'appelle puissant s'il est le produit d'un carré par un cube. Blomer a montré que la croissance est semblable à {\displaystyle {\frac {n}{{(\log {n})}^{\alpha }}}} avec {\displaystyle \alpha =1-{2}^{-{\frac {1}{3}}}\approx 0.206} .

## Prix et distinctions
Il a obtenu en 2005 le prix Heinz Maier-Leibnitz, en 2009 le prix André-Aisenstadt et en 2010 le prix Ribenboim. En 2008, il est Sloan Fellow. En 2010, il a remporté un ERC starting grant. En 2021 il donne la Conférence Gauss.
Valentin Blomer est également pianiste, il a étudié le piano à la haute école de musique de Francfort. En 2015, il a remporté le premier prix pour les amateurs lors du 2ème Concours international de Piano Hans von Bülow à Meiningen. Blomer est marié et a trois enfants.

## Publications
- avec Farrell Brumley The role of the Ramanujan conjecture in analytic number theory, Bulletin de l'AMS, volume 50, 2013, P. 267-320, en Ligne
- Twisted L-functions over number fields and Hilbert's eleventh problem (avec G. Harcos), Geometric and Functional Analysis, volume 20 (2010), 1-52
- Bounding sup-norms of cusp forms of large level  (avec R. Holowinsky), Invent. Math. 179 (2010), 645-681
- On the Ramanujan conjecture over number fields (avec F. Brumley), Annals of Math. 174 (2011), 581-605
- Distribution of mass of holomorphic cusp forms (avec R. Khan et M. Young), Duke Math. J. 162 (2013), 1609-2644
- Applications of the Kuznetsov formula on GL(3), Invent. Math. 194 (2013), 673-729